# Nguyễn Anh Đức
Nguyễn Anh Đức (sinh ngày 14 tháng 10 năm 1985) là một huấn luyện viên và cựu cầu thủ bóng đá người Việt Nam, hiện đang làm huấn luyện viên cho câu lạc bộ Becamex Bình Dương và từng làm trợ lý huấn luyện viên cho đội tuyển quốc gia Việt Nam. Vị trí sở trường của anh là tiền đạo cắm. Năm 2015, anh được trao giải Quả bóng vàng Việt Nam sau khi giúp Becamex Bình Dương đoạt cú đúp danh hiệu V.League và Cúp Quốc gia. Anh còn giành thêm hai Quả bóng bạc vào các năm 2017 và 2018.
Trong màu áo đội tuyển quốc gia, Anh Đức đã cùng đội tuyển Việt Nam vô địch AFF Cup 2018 và là cầu thủ Việt Nam ghi bàn nhiều nhất giải đấu năm đó với 4 bàn thắng, trong đó có bàn thắng quan trọng đưa Việt Nam lên ngôi vô địch tại trận chung kết lượt về trên sân nhà Mỹ Đình. Sau giải đấu, anh không được triệu tập cho vòng chung kết Asian Cup đầu năm 2019.
Ngày 27 tháng 5 năm 2019, anh được triệu tập trở lại lên đội tuyển quốc gia Việt Nam để tham dự King's Cup 2019 tại Thái Lan vào đầu tháng 6 năm 2019. Trong trận bán kết với Thái Lan ngày 05 tháng 6, vào phút 90+4 Anh Đức đã đánh đầu từ quả phạt góc của Lương Xuân Trường mang về chiến thắng 1-0 trước đội tuyển Thái Lan cho Việt Nam tại sân vận động Chang Arena, Thái Lan.
Ngày 19 tháng 11 năm 2019, anh có lần cuối cùng thi đấu cho đội tuyển bóng đá quốc gia Việt Nam khi vào sân thay Nguyễn Tiến Linh vào phút thứ 84 trong trận gặp Thái Lan tại vòng loại World Cup 2022.
Ngày 12 tháng 8 năm 2020, Anh Đức được HLV Park Hang-seo triệu tập trở lại đội tuyển quốc gia.

## Thống kê sự nghiệp

### Câu lạc bộ
| Câu lạc bộ         | Mùa giải       | Giải vô địch   | Giải vô địch | Giải vô địch | Cúp quốc gia | Cúp quốc gia | Châu lục | Châu lục | Khác | Khác | Tổng cộng | Tổng cộng |
| Câu lạc bộ         | Mùa giải       | Hạng           | Trận         | Bàn          | Trận         | Bàn          | Trận     | Bàn      | Trận | Bàn  | Trận      | Bàn       |
| ------------------ | -------------- | -------------- | ------------ | ------------ | ------------ | ------------ | -------- | -------- | ---- | ---- | --------- | --------- |
| Ngân Hàng Đông Á   | 2005           | V.League 2     | 9            | 7            | 1            | 0            | —        | —        | —    | —    | 10        | 7         |
| Becamex Bình Dương | 2006           | V.League 1     | 6            | 2            | 0            | 0            | —        | —        | —    | —    | 6         | 2         |
| Becamex Bình Dương | 2007           | V.League 1     | 12           | 6            | 1            | 0            | —        | —        | —    | —    | 13        | 6         |
| Becamex Bình Dương | 2008           | V.League 1     | 19           | 4            | 2            | 1            | 5[a]     | 1[a]     | 1[c] | 0    | 27        | 7         |
| Becamex Bình Dương | 2009           | V.League 1     | 19           | 5            | 3            | 0            | 11[b]    | 3        | 1[c] | 0    | 34        | 8         |
| Becamex Bình Dương | 2010           | V.League 1     | 23           | 9            | 2            | 0            | —        | —        | —    | —    | 25        | 9         |
| Becamex Bình Dương | 2011           | V.League 1     | 23           | 5            | 2            | 0            | —        | —        | —    | —    | 25        | 5         |
| Becamex Bình Dương | 2012           | V.League 1     | 23           | 3            | 1            | 0            | —        | —        | —    | —    | 24        | 3         |
| Becamex Bình Dương | 2013           | V.League 1     | 16           | 13           | 1            | 0            | —        | —        | —    | —    | 17        | 13        |
| Becamex Bình Dương | 2014           | V.League 1     | 22           | 8            | 5            | 2            | —        | —        | —    | —    | 27        | 10        |
| Becamex Bình Dương | 2015           | V.League 1     | 23           | 9            | 3            | 1            | 4[a]     | 0        | 1[c] | 1    | 31        | 10        |
| Becamex Bình Dương | 2016           | V.League 1     | 25           | 10           | 5            | 4            | 5[a]     | 4        | 1[c] | 1    | 36        | 19        |
| Becamex Bình Dương | 2017           | V.League 1     | 26           | 17           | 5            | 3            | —        | —        | —    | —    | 31        | 20        |
| Becamex Bình Dương | 2018           | V.League 1     | 20           | 4            | 6            | 2            | —        | —        | —    | —    | 26        | 6         |
| Becamex Bình Dương | 2019           | V.League 1     | 19           | 5            | 3            | 0            | 10[b]    | 2        | 1    | 0    | 33        | 7         |
| Becamex Bình Dương | Tổng cộng      | Tổng cộng      | 276          | 100          | 39           | 13           | 35       | 10       | 5    | 2    | 355       | 125       |
| Hoàng Anh Gia Lai  | 2020           | V.League 1     | 9            | 0            | 0            | 0            | —        | —        | —    | —    | 9         | 0         |
| Long An            | 2021           | V.League 2     | 5            | 5            | 0            | 0            | —        | —        | —    | —    | 5         | 5         |
| Long An            | 2022           | V.League 2     | 6            | 2            | 1            | 0            | —        | —        | —    | —    | 7         | 2         |
| Long An            | Tổng cộng      | Tổng cộng      | 11           | 7            | 1            | 0            | —        | —        | —    | —    | 12        | 7         |
| Tổng sự nghiệp     | Tổng sự nghiệp | Tổng sự nghiệp | 305          | 114          | 41           | 11           | 35       | 11       | 5    | 3    | 386       | 139       |

Chú thích:
[a]: AFC Champions League
[b]: AFC Cup
[c]: Siêu cúp Quốc gia

### Quốc tế
Tính đến ngày 19 tháng 11 năm 2019.
| Đội tuyển quốc gia | Năm       | Trận | Bàn |
| ------------------ | --------- | ---- | --- |
| Việt Nam           | 2006      | 4    | 0   |
| Việt Nam           | 2007      | 6    | 2   |
| Việt Nam           | 2010      | 5    | 2   |
| Việt Nam           | 2013      | 4    | 0   |
| Việt Nam           | 2014      | 4    | 1   |
| Việt Nam           | 2017      | 2    | 1   |
| Việt Nam           | 2018      | 7    | 5   |
| Việt Nam           | 2019      | 4    | 1   |
| Tổng cộng          | Tổng cộng | 36   | 12  |

### Bàn thắng quốc tế
Olympic Việt Nam
| #  | Ngày                 | Địa điểm                                                      | Đối thủ      | Bàn thắng | Kết quả | Giải đấu           |
| -- | -------------------- | ------------------------------------------------------------- | ------------ | --------- | ------- | ------------------ |
| 1. | 8 tháng 11 năm 2010  | Sân vận động nhân dân tỉnh Quảng Đông, Quảng Châu, Trung Quốc | Bahrain      | 3–0       | 3–1     | ASIAD 2010         |
| 2. | 10 tháng 11 năm 2010 | Sân vận động nhân dân tỉnh Quảng Đông, Quảng Châu, Trung Quốc | Turkmenistan | 2–6       | 2–6     | ASIAD 2010         |
| 3. | 3 tháng 8 năm 2018   | Sân vận động Quốc gia Mỹ Đình, Hà Nội, Việt Nam               | Palestine    | 1–1       | 2–1     | Vinaphone Cup 2018 |
| 4. | 16 tháng 8 năm 2018  | Sân vận động Wibawa Mukti, Cikarang, Indonesia                | Nepal        | 1–0       | 2–0     | ASIAD 2018         |

Việt Nam
| #   | Ngày                 | Địa điểm                                           | Đối thủ     | Bàn thắng | Kết quả | Giải đấu                 |
| --- | -------------------- | -------------------------------------------------- | ----------- | --------- | ------- | ------------------------ |
| 1.  | 24 tháng 6 năm 2007  | Sân vận động Quốc gia Mỹ Đình, Hà Nội, Việt Nam    | Jamaica     | 3–0       | 3–0     | Giao hữu                 |
| 2.  | 30 tháng 6 năm 2007  | Sân vận động Quốc gia Mỹ Đình, Hà Nội, Việt Nam    | Bahrain     | 5–3       | 5–3     | Giao hữu                 |
| 3.  | 2 tháng 12 năm 2010  | Sân vận động Quốc gia Mỹ Đình, Hà Nội, Việt Nam    | Myanmar     | 1–0       | 7–1     | AFF Cup 2010             |
| 4.  | 2 tháng 12 năm 2010  | Sân vận động Quốc gia Mỹ Đình, Hà Nội, Việt Nam    | Myanmar     | 4–1       | 7–1     | AFF Cup 2010             |
| 5.  | 5 tháng 3 năm 2014   | Sân vận động Quốc gia Mỹ Đình, Hà Nội, Việt Nam    | Hồng Kông   | 2–0       | 3–1     | Vòng loại Asian Cup 2015 |
| 6.  | 10 tháng 10 năm 2017 | Sân vận động Quốc gia Mỹ Đình, Hà Nội, Việt Nam    | Campuchia   | 3–0       | 5–0     | Vòng loại Asian Cup 2019 |
| 7.  | 27 tháng 3 năm 2018  | Sân vận động Quốc vương Abdullah II, Amman, Jordan | Jordan      | 1–0       | 1–1     | Vòng loại Asian Cup 2019 |
| 8.  | 8 tháng 11 năm 2018  | Sân vận động Quốc gia Lào mới, Viêng Chăn, Lào     | Lào         | 2–0       | 3–0     | AFF Cup 2018             |
| 9.  | 16 tháng 11 năm 2018 | Sân vận động Quốc gia Mỹ Đình, Hà Nội, Việt Nam    | Malaysia    | 2–0       | 2–0     | AFF Cup 2018             |
| 10. | 2 tháng 12 năm 2018  | Sân vận động Panaad, Bacolod, Philippines          | Philippines | 1–0       | 2–1     | AFF Cup 2018             |
| 11. | 15 tháng 12 năm 2018 | Sân vận động Quốc gia Mỹ Đình, Hà Nội, Việt Nam    | Malaysia    | 1–0       | 1–0     | AFF Cup 2018             |
| 12. | 5 tháng 6 năm 2019   | Chang Arena, Buriram, Thái Lan                     | Thái Lan    | 1–0       | 1–0     | King's Cup 2019          |

## Thành tích

### Câu lạc bộ
Becamex Bình Dương
- V-League 1: 2007, 2008, 2014, 2015
- Cúp Quốc gia: 2015, 2018
- Siêu cúp Quốc gia: 2007, 2008, 2014, 2015
- Toyota Mekong Club Championship: 2014

### Đội tuyển
Olympic Việt Nam
- Vô địch VFF Cup: 2018
- Hạng tư bóng đá nam Đại hội Thể thao châu Á: 2018

Việt Nam
- Vô địch Giải vô địch bóng đá Đông Nam Á: 2018
- Á quân Cúp Nhà vua Thái Lan 2019

### Cá nhân
- Quả bóng vàng Việt Nam: 2015
- Quả bóng bạc Việt Nam: 2017, 2018
- Vua phá lưới V.League 1: 2017
- Đội hình tiêu biểu V.League 1: 2014, 2015, 2017
- Cầu thủ xuất sắc nhất V.League 1: 2014, 2015

### Kỷ lục
- Cầu thủ Việt Nam tham dự nhiều kỳ Á vận hội nhất: 3 lần vào các năm 2006, 2010, 2018
- Cầu thủ Việt Nam ghi nhiều bàn nhiều nhất các kỳ À vận hội: 3 bàn cùng với Phan Thanh Bình